# MediaWorks
MediaWorks, Inc. (株式会社メディアワークス, Kabushiki-gaisha MediaWākusu) foi uma editora japonesa do Kadokawa Group, conhecida pela marca Dengeki (電撃, choque elétrico) em suas revistas e livros. A empresa era conhecida por suas revistas, como Dengeki Daioh e Dengeki G's Magazine, e tinha suas light novels impressas pela Dengeki Bunko. Em 1 de abril de 2008, a empresa se tornou ASCII Media Works. A empresa tinha como foco o público otaku masculino, trazendo matérias sobre anime, light novels, mangá e visual novels. No entanto, a MediaWorks publicou três revistas voltadas ao público feminino—Comic Sylph, Dengeki Girl's Style e Character Parfait—mas cada uma era uma edição especial de outra revista. A empresa realizava anualmente um concurso para novas novelas e mangás originais, como por exemplo o concurso Dengeki Novel Prize de light novels.